# Lutz Möckel
Lutz Möckel (* 20. Oktober 1956) war Fußballspieler in Ost-Berlin. Für den 1. FC Union Berlin spielte er in der DDR-Oberliga, der höchsten Spielklasse des DDR-Fußball-Verbandes (DFV). Er ist mehrfacher Nachwuchs-Nationalspieler des DFV.

## Sportliche Laufbahn
In der Berliner Randgemeinde Kleinmachnow begann 1963 Möckels Fußball-Laufbahn bei der Betriebssportgemeinschaft (BSG) Einheit. Über die BSG Motor Teltow kam Möckel 1970 als 13-Jähriger zum 1. FC Union Berlin. 1973 wurde er für die DDR-Junioren-Nationalmannschaft entdeckt und bestritt als Verteidiger sein erstes Junioren-Länderspiel am 25. September 1973 gegen Kuba (1:0). Bis 1975 wurde er in insgesamt acht Junioren-Länderspielen eingesetzt. Am 11. Mai 1974 wurde Möckel 17-jährig erstmals in der 1. Männermannschaft der Unioner eingesetzt, es war das Aufstiegsrundenspiel zur Oberliga Chemie Böhlen – 1. FC Union Berlin (1:0). Am Ende wurde Union nur Dritter der Aufstiegsrunde und musste 1974/75 weiterhin in der zweitklassige DDR-Liga antreten. In dieser Saison bestritt Möckel nur sechs der 22 DDR-Liga-Punktspiele, wurde anschließend aber in sieben der acht Aufstiegsspiele eingesetzt. Auch 1975 konnte sich Union nicht in der Relegation durchsetzen. 1975/76 gehörte Möckel bereits zum Stamm der Ligamannschaft, er kam in den 22 Punkt- und acht Aufstiegsspielen insgesamt 29-mal zum Einsatz.

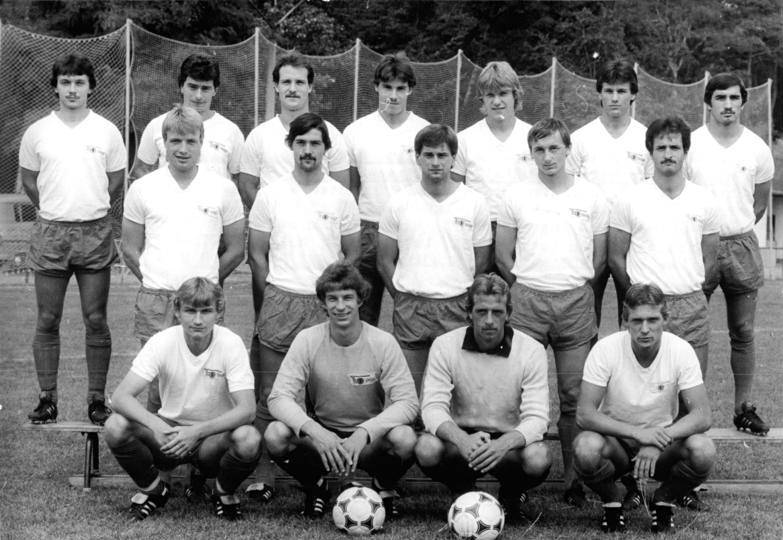
Möckel (obere Reihe, zweiter von links) auf dem Mannschaftsbild von 1. FC Union Berlin 1983/84

Im dritten Anlauf schaffte Union den Aufstieg in die Oberliga. Vom 5. Spieltag der Oberligasaison 1976/77 an hatte sich Möckel auch in der neuen Umgebung als rechter Verteidiger einen Stammplatz erkämpft, absolvierte bis zum Saisonende seine ersten 20 Oberligaspiele, bei denen er einmal zum Torerfolg kam. Außerdem bestritt er im November 1976 zwei Länderspiele mit der DDR-Nachwuchs-Auswahl, in denen er ebenfalls als Verteidiger eingesetzt wurde. Möckel behauptete seinen Stammplatz im Union-Team bis 1980. Als Union nach der Saison 1979/80 erneut in die DDR-Liga abstieg, verringerten sich Möckels Einsätze in der 1. Mannschaft. Lediglich in der Aufstiegsrunde 1982, die Union wieder in die Oberliga zurückbrachte, bestritt er alle acht Spiele. In den folgenden zwei Oberligaserien zwischen 1982 und 1984 kam er jedoch bei jeweils 26 Punktspielen nur auf 16 bzw. 14 Einsätze. In dieser Zeit spielte er im Mittelfeld und war ab 1983 Mannschaftskapitän. Sein letztes Spiel für die 1. Union-Mannschaft bestritt Möckel am 25. Februar 1984. In der Begegnung des 15. Oberligaspieltages FC Carl Zeiss Jena – 1. FC Union (4:1) wurde er noch einmal in der 74. Minute eingewechselt. Damit war Möckel auf insgesamt 210 Pflichtspiele gekommen, in denen er zwölf Tore erzielte. In der Oberliga brachte er es bei sechs Spielzeiten auf 123 Einsätze, in denen er mit drei Toren erfolgreich war.
Zur Fußballsaison 1984/85 schloss sich der 27-jährige Möckel dem drittklassigen Potsdamer Bezirksligisten BSG Chemie Velten an. 1987 verhalf er der Mannschaft zur Bezirksmeisterschaft, wechselte danach aber zur viertklassigen BSG Empor Berlin, wo er als Freizeitfußballer seine sportliche Laufbahn beendete.